# Craseomys andersoni
Craseomys andersoni és una espècie de mamífer rosegador de la família dels cricètids. És endèmic de l'illa de Honshū (Japó). Els seus hàbitats naturals són les zones rocoses i els biomes riberencs. És una espècie en risc mínim, és a dir, no sembla que hi hagi cap amenaça significativa per a la seva supervivència. Aquest tàxon fou anomenat en honor del zoòleg estatunidenc Malcolm Playfair Anderson.